# Prescott (Oregon)
Prescott è una città degli Stati Uniti d'America situata nell'Oregon, nella Contea di Columbia.